# I'm Your Husband
I'm Your Husband è un cortometraggio muto del 1916 scritto, sceneggiato e diretto da Leslie T. Peacocke.

## Produzione
Il film fu prodotto dalla Nestor Film Company.

## Distribuzione
Distribuito dall'Universal Film Manufacturing Company, il film - un cortometraggio di una bobina - uscì nelle sale cinematografiche USA il 15 dicembre 1916.